# Bowie giang
Espèce
Bowie giang est une espèce d'araignées aranéomorphes de la famille des Ctenidae.

## Distribution
Cette espèce est endémique de la province de Lâm Đồng au Viêt Nam,. Elle se rencontre vers Lạc Dương dans le parc national de Bidoup Núi Bà.

## Description
La carapace du mâle holotype mesure 6,30 mm de long sur 4,95 mm et l'abdomen 5,25 mm de long sur 3,75 mm et la carapace de la femelle paratype mesure 7,40 mm de long sur 5,70 mm et l'abdomen 7,90 mm de long sur 5,30 mm.

## Systématique et taxinomie
Cette espèce a été décrite par Logunov en 2024.

## Étymologie
Son nom d'espèce lui a été donné en référence au lieu de sa découverte, Giang Ly.

## Publication originale
- Logunov, 2024 : « On two species of Bowie Jäger, 2022 (Aranei: Ctenidae) from Vietnam. » Invertebrate Zoology, vol. 21, no 1, p. 97-102.